# Hypothyris aemilia
Hypothyris aemilia är en fjärilsart som beskrevs av William Chapman Hewitson 1869. Hypothyris aemilia ingår i släktet Hypothyris och familjen praktfjärilar. Inga underarter finns listade i Catalogue of Life.